# Danièle Bourcier
Vous pouvez aider à l'améliorer ou bien discuter des problèmes sur sa page de discussion.
- Il ne s’appuie pas, ou pas assez, sur des sources secondaires ou tertiaires. (Marqué depuis janvier 2024)
- Sa forme n’est pas encyclopédique et ressemble trop à un curriculum vitæ. Modifiez le texte pour aider à le transformer en article neutre. (Marqué depuis janvier 2024)

- Archive Wikiwix
- Bing
- Cairn
- DuckDuckGo
- E. Universalis
- Gallica
- Google
- G. Books
- G. News
- G. Scholar
- Persée
- Qwant
- (zh) Baidu
- (ru) Yandex
- (wd) trouver des œuvres sur Wikidata

Pour les articles homonymes, voir Bourcier.
Danièle Bourcier, née le 30 juillet 1946 à Segré (Maine-et-Loire), est une juriste française, qui a contribué à l'émergence d'une nouvelle discipline en France : l’informatique juridique. Elle est directrice de recherche émérite au CNRS.
Depuis le 1er novembre 2008, elle est responsable du groupe "Droit, gouvernance et technologies" au Centre d’Études et de Recherches de Science Administrative et Politique (CERSA) à l'Université de Paris II, et chercheur associé au Centre March Bloch à Berlin et au laboratoire IDT de l'Université Autonome de Barcelone.

## Biographie scientifique et universitaire
Sa thèse d'État en droit public, qu'elle soutient après une bourse d'études à l'université Stanford, décrit une première application de l'intelligence artificielle à la décision juridique. Elle utilise par la suite d’autres modèles (théorie de l’argumentation, Neurolaw, systèmes complexes, théorie des graphes) pour explorer les aspects cognitifs du phénomène juridique, la modélisation de la connaissance juridique, et les impacts sociojuridiques de la numérisation du droit.
Ses travaux en linguistique juridique sont menés au Centre d'Informatique Juridique, fondé par Lucien Mehl (conseiller d’État). Ils conduiront plusieurs années plus tard à la création de Légifrance.
De 1982 à 1994, elle dirige le laboratoire no 430 du CNRS Informatique Droit Linguistique au Conseil d'État, puis est professeur invitée aux Pays-Bas (Netherland Institute for Advanced Studies), en Suède (Collegium for Avanced Studies in Social Sciences), en Autriche (Institut für die Wissenschaften vom Menschen) et au Wissenschaftszentrum Berlin für Sozialforschung (WZB) (2008). Elle y développe des travaux comparés sur le e-government et l'éthique computationnelle.
Membre du comité d’Éthique du CNRS de 2010 à 2015, et de la Commission éthique des technologies d’Allistene, son travail porte sur l’Open science, Open Data, la protection des données personnelles et l'évolution du droit d'auteur.
Elle lance en 2004 en France les licences Creative Commons dont elle est responsable scientifique.
Elle donne des conférences de méthode sur la Cybercriminalité (Master 2 Droit Pénal et Politique criminelle en Europe, Université Paris 1) et sur l’e-government (Master 2 Politique et Administration publique, Université Paris 2).
Elle a aussi enseigné à l'université Paris X (Master 2 Théorie du Droit), à l'ENSTA ParisTech, Sciences Po, l'École nationale de la magistrature, et l'ENA.
Passionnée par les mécanismes et les effets de découverte inattendus et non programmés en science (sérendipité) et en particulier en Droit et en Science politique, elle publie (avec Pek van Andel) chez Hermann, Paris : De la sérendipité dans la Science, la Technique, l’art et le droit (2e édition).
Les travaux qu'elle a menés avec Pek van Andel sur la sérendipité conduisent à la diffusion du terme et du phénomène de la sérendipité dans le monde francophone : le mot sérendipité est élu mot de l'année en 2010 et est entré dans les dictionnaires usuels Larousse et Robert en 2012.
Elle conduit parallèlement diverses expertises juridiques internationales et nationales auprès de la Commission européenne et de Global Biodiversity Information Facility (GBIF) ; du Focus Group RTD-L.3 ; de l’OCDE (Groupe Genomics and Informatics-Privacy and Security Issues) ; de l’Académie royale des sciences néerlandaises (Legal education and Technology), de la DGCL, du GIP Droit et Justice (Ministère de la Justice).
Elle est partenaire de plusieurs contrats de recherche européens (Communia, p2pvalue), et français (Agence Nationale de la Recherche, projet ADAM) sur l’évolution du droit à l’heure des communautés numériques et des politiques de l’open data public. Ses thèmes essentiels recouvrent actuellement l’analyse des impacts des technologies sur les modes de gouvernance et le droit en Europe (projet trusnet). Affectée à Berlin au Centre Marc Bloch (2005-2008), elle a en effet codirigé un groupe de travail sur l’e-government en France et Allemagne (avec TU Hamburg, Fraunhofer, TU Berlin).
Elle travaille aussi sur la théorie des systèmes complexes appliquée au droit, et sur les réseaux neuroconnexionnistes[Quoi ?]. Elle mène des recherches linguistiques sur le langage juridique, sur l'argumentation, et enfin sur l'écriture du droit. Ce qui l'a conduite à développer des méthodes en légistique dans lesquelles elle étudie le développement de nouvelles formes de coordination permettant de s'accorder sur les normes. Ses travaux sur les communautés numériques lui ont permis d’explorer la gouvernance des biens communs.

## Cursus
- Licence de lettres modernes
- Maîtrise de linguistique
- DEA en science politique
- Docteur d’État en droit public (prix spécial CNRS et ville d’Orléans)

## Responsabilités
- Membre du comité d’Éthique du CNRS (COMETS) de 2010 à 2015[9]
- Membre de la Commission de Réflexion sur l’Éthique de la Recherche en Sciences et Technologies du Numérique d'Allistene (CERNA) depuis 2012
- Cofondatrice et responsable scientifique Creative Commons France depuis 2004[12]
- Responsable du Réseau Thématique Pluridisciplinaire (RTP) « Modélisation du droit » au CNRS (département STIC) depuis octobre 2002[25]
- Directrice du laboratoire Informatique Droit Linguistique UA 962 du CNRS au Conseil d’État (1985-1997)
- Vice-présidente de l'Association Française de Science des Systèmes (AFSCET)[26] depuis 2008
- Fondatrice et directrice du Diplôme d’Études Universitaires (DEUST) : Droit, Informatique, et Systèmes d'Information, Université Paris I, Panthéon Sorbonne (1988-1995)
- Membre du scientific advisory board de la collection Law governance and Technologies Series, Springer[27]
- Membre de l’editorial board de la revue Law probability & Risk[28], Oxford University Press; de la revue Artificial Intelligence and Law, Springer.
- Membre de l’editorial board du European Journal of information Law and Technology[29]
- Membre du comité de rédaction de Res Systemica[30], de la revue Vraiment durable[31]
- Membre fondatrice du think tank international : Substantive Technology in the Law school (SUBTECH)

## Recherches et projets en cours
- Architectures Distribuées et Gouvernance (projet ANR, 2010-2014)
- LEGILOCAL, Projet Pôle de Compétitivité, Région Île-de-France (2010-2013)
- Communia, projet européen sur le domaine public en Europe
- Modélisation de la Complexité et Intelligibilité du droit[32] (ACI Systèmes complexes en SHS)
- Droit, Langage, Image et Écriture (AS Multimedia et justice)
- Ontologie juridique et langage d’expression des droits[13] (MEDIALEX)
- Droit, Cognition et Intelligence Artificielle (Programme COGNILEX[33])
- Régulation et Gouvernance du Risque (Projet Européen 6e PCRDT TRUSTNET-IN-ACTION[13]
- Think tank Sérendipité : analyse des processus de découverte en sciences et phénomènes d'émergence dans les systèmes juridiques.

## Principaux ouvrages
- De la sérendipité dans la science, la technique, l'art et le droit, avec Pek Van Andel, Paris, Hermann, 2e édition, 2013, 323 p.
- La société en action. Une méthode pour la démocratie, avec Gilles Hériard Dubreuil, Sylvain Lavelle, Paris, Hermann, 2013, 231 p.
- Politiques publiques et systèmes complexes, (ed.) avec P. Mazzega et R. Boulet, Paris, Hermann, 2012.
- La sérendipité, le hasard heureux, (ed.) avec Pek van Andel, Paris, Hermann, 2011.
- Intelligent Multimedia, avec Melanie Dulong de Rosnay, Pompeu Casanovas, Maracke Catharina., European Press Academic Publishing, pp.412, 2010, Series in Legal Information and Communication Technologies.
- (en) Trends in Legal Knowledge, (ed.) avec Casanovas P., Noriega P., Galindo F., Florence, European Press Academic Publishing, 2007, 306 p.
- International commons at the digital age ou la création en partage (ed.) avec M. Dulong de Rosnay, Romillat, Paris 2004
- (es) Intelligencia artificial y derecho, Editorial UOC, Barcelona, 2003, 199 p.
- Intelligence artificielle appliquée au droit, Editorial UOC, Barcelona, 1999
- (en) Legal Knowledge and Informations Systems, (ed.) JURIX 2003, 187 p.
- (en) Technology and legal Practice, Symposium Issue, (ed.) avec H. Burstyn, P. Hassett, C. Roquilly, Syracuse Law Review, v.52, n.4, 2002
- Édito dans La loi l'écriture - revue Passages d'encre, juin 2001[34]
- Informatique et droit (en français et en russe), (ed.) avec R. Strongin, V. Fluhr, V. Gergel, Presses universitaires de Nijni, Novgorod, 2000, 212 p.
- Savoir innover en droit, (ed.) avec Louise Cadoux, Hommage à Lucien Mehl, La Documentation française, Paris, 1999, 346 p.
- Les paradoxes de l'expertise. Savoir et décider (en coll. avec M. de Bonis), Les Empêcheurs de penser en rond, Synthélabo, 1999, 126 p.
- Interpréter le droit: le sens, l'interprète la machine, (ed.) avec C. Thomasset, Bruxelles, Bruylant, 1996, 502 p.
- L’écriture du droit face aux technologies de l’information, (ed.) avec C. Thomasset, Paris, Diderot, 1996, 655 p.
- La décision artificielle, Les voies du droit, PUF, 1995, 237 p.
- Le droit saisi par l'ordinateur, (ed.) avec C. Thomasset et R. Côté, Montréal, Yvon Blais inc., 1993, 472 p.
- Lire le droit, langue, texte, cognition, (ed.) avec P. Mackay, L.G.D.J., "Droit et Société", 1992, 486 p.
- L'administration et les nouveaux outils d'aide à la décision, (ed.) avec Jean-Paul Costa, Les cahiers constitutionnels de Paris I, "Les grands colloques", STH, 1992, 213 p.
- Ordre juridique et ordre technologique, cahier S.T.S no 12. , Éditions du CNRS, 1986.
- Le discours juridique : analyses et méthodes, Revue Langages, Larousse, mars 1979, no 53.